# عضو مجلس العموم الكندي

## مجلس العموم الكندي
مجلس العموم (بالفرنسية: Chambre des communes du Canada) هو أحد مكونات برلمان كندا ، إلى جانب السيادة (التي يمثلها الحاكم العام) ومجلس الشيوخ. يجتمع مجلس العموم حاليًا في مجلس العموم المؤقت في الكتلة الغربية من مباني البرلمان في مبنى البرلمان هيل في أوتاوا ، في حين يخضع مبنى المركز ، الذي يضم مجلس العموم التقليدي ، لعملية تجديد لمدة عشر سنوات.

## انتخابه
مجلس العموم هو هيئة منتخبة ديمقراطيا ويعرف أعضاؤها بأعضاء البرلمان. كان هناك 308 عضو في البرلمان الأخير (معظم الأعضاء المنتخبين في عام 2011) ، لكن هذا العدد ارتفع إلى 338 بعد الانتخابات يوم الاثنين 19 أكتوبر 2015. [3] [4] [5] [6] يتم انتخاب الأعضاء عن طريق التعددية البسيطة (نظام «الأول في الماضي») في كل من الدوائر الانتخابية بالبلاد ، والتي تعرف بالعامية باسم عمليات التصفية. [7] قد يشغل النواب مناصبهم حتى يتم حل البرلمان ويعمل لفترة محدودة دستوريًا تصل إلى خمس سنوات بعد الانتخابات. ومع ذلك ، من الناحية التاريخية ، انتهت مدة العضوية قبل انتهاء صلاحيتها وعادةً ما تقوم الحكومة الحالية بحل البرلمان في غضون أربع سنوات من الانتخابات وفقًا لمؤتمر طويل الأمد. على أي حال ، فإن قانون البرلمان يحدد الآن كل ولاية بأربع سنوات.

## توزيع المقاعد
يتم توزيع المقاعد في مجلس العموم تقريبًا بالتناسب مع عدد سكان كل مقاطعة وإقليم. ومع ذلك ، فإن بعض عمليات السقوط أكثر اكتظاظًا بالسكان من غيرها ، ويحتوي الدستور الكندي على بعض الأحكام الخاصة المتعلقة بتمثيل المقاطعات. نتيجة لذلك ، هناك بعض سوء الإدارة بين المقاطعات والإقليمي بالنسبة للسكان.

## تاريخه
تأسس مجلس العموم في عام 1867 ، عندما أنشأ قانون أمريكا الشمالية البريطانية - الذي يطلق عليه الآن قانون الدستور ، 1867 - سيادة كندا ، وتم تصميمه على غرار مجلس العموم البريطاني. في مجلسي المجلسين اللذين يشكلان البرلمان ، يتمتع مجلس العموم في الواقع بسلطة أكبر بكثير من مجلس الشيوخ. على الرغم من أن موافقة المجلسين ضرورية للتشريع ، إلا أن مجلس الشيوخ نادرًا ما يرفض مشاريع القوانين التي أقرتها المشاعات (على الرغم من أن مجلس الشيوخ يقوم في بعض الأحيان بتعديل مشاريع القوانين). علاوة على ذلك ، فإن مجلس الوزراء مسؤول فقط أمام مجلس العموم. يبقى رئيس الوزراء في السلطة ما دام يحتفظ بدعم أو «ثقة» مجلس النواب.